# Carlo Piancastelli
Carlo Piancastelli (Imola, 12 agosto 1867 – Roma, 19 febbraio 1938) è stato un collezionista d'arte e bibliografo italiano, fondatore dell'Archivio Piancastelli.

## Biografia
Nasce in una facoltosa famiglia fusignanese che, originaria di Casola Valsenio, da cui era scesa in pianura alla metà del Settecento, aveva costituito nel corso di un secolo una vasta proprietà terriera: circa 1.000 ettari di terreno fertile. Nel 1876, alla morte del padre Giuseppe, la madre, Francesca Golfari, lo invia al Collegio San Carlo di Modena, dove consegue il diploma liceale.
Nel 1888 si laurea in Giurisprudenza all'Università di Roma e si iscrive nuovamente all'università per conseguire una seconda laurea in Lettere ma, nel 1890, deve interrompere gli studi per dedicarsi all'amministrazione dei terreni ereditati a seguito della morte dello zio. È però durante gli anni universitari che in Carlo Piancastelli nasce la passione per la numismatica, che lo porterà, nell'arco della propria vita, a costituire una delle più prestigiose raccolte in campo internazionale. Questo interesse, con il tempo, tenderà progressivamente ad ampliarsi, fino ad allargarsi anche alla raccolta di libri, documenti, autografi, disegni, manoscritti e stampe.
Tra il 1889 e il 1894 fu edificato Palazzo Piancastelli, su progetto dell'architetto romano Enrico Gui. Fu un edificio multifunzionale: ai piani più bassi vi erano ospitati gli amministrativi dell'azienda; al primo piano abitò Carlo Piancastelli con la famiglia mentre nel secondo piano sistemò la biblioteca e le sue ampie collezioni.
Carlo Piancastelli è considerato il fondatore della bibliografia riguardante le tradizioni popolari della Romagna.

Famoso il suo commento al noto indovinello romagnolo:
(Soluzione: lo scrivere.)
Alla fine della propria vita, dedicata interamente al collezionismo d'arte e alla ricerca bibliografica, Piancastelli aveva accumulato 55.000 volumi e centinaia di migliaia di documenti vari.
Per evitare che il suo patrimonio venisse disperso, decise di lasciare tutto ad una biblioteca pubblica. La scelta cadde inizialmente sulla Biblioteca Classense di Ravenna, ma a causa dei forti contrasti intervenuti con i gerarchi ravennati, nel 1930 Piancastelli decise di donare la collezione alla biblioteca comunale di Forlì. Ancora oggi il fondo è conservato presso la biblioteca comunale forlivese con il nome di Archivio Piancastelli.
Il giorno di Natale del 1937 Piancastelli ritornò per l'ultima volta a vedere la sua Fusignano. Morì il 19 febbraio 1938 nella sua residenza romana, in piazza Adriana.

## Opere
- Carlo Piancastelli, Pronostici e almanacchi, Stamperia Reale Ripamonti, Roma 1913; nuova edizione a cura di Lorenzo Baldacchini, Il Mulino, Bologna, 2013.
- Carlo Piancastelli, Saggio di una bibliografia delle tradizioni popolari della Romagna, Bologna 1933.